# Salvia rusbyi
Salvia rusbyi là một loài thực vật có hoa trong họ Hoa môi. Loài này được Britton ex Rusby miêu tả khoa học đầu tiên năm 1895.